# جائزة الرئيس للبيئة
جائزة الرئيس للبيئة (بالإنجليزية: President's Award for the Environment)‏ أسستها وزارة الاستدامة والبيئة بسنغافورة في عام 2006. تُكرم الجائزة الأفراد والمنظمات والشركات التي ساهمت في تحقيق الاستدامة البيئية في سنغافورة، حيث يقدمها رئيس الدولة.

## الفائزون
2006
- تومي كوه
- جي مين
- جمعية مراقبة الممرات المائية

2007
- تان جي باو

- ليو تان
- شركة تطوير المدينة المحدودة

2008
- مستشفى الكسندرا
- سينوكو باور ليمتد
- مجلس تنمية المجتمع الجنوب الغربي

2009
- مدرسة الكومنولث الثانوية
- مجلس جائزة الإنجاز الوطني للشباب
- إس تي ميكروإلكترونكس

2010
- هيتاشي العالمية لتقنيات التخزين (سنغافورة بي تي إي المحدودة)
- مدرسة نان هوا الثانوية
- كلية الفنون التطبيقية في سنغافورة

2011
- الدكتور تان وي كيات من مجلس المنتزهات القومية
- شركة سمارت
- مدرسة وودجروف الثانوية

2012
- إتش إس بي سي سنغافورة
- مدرسة ثانوية مارسيلينج
- باناسونيك آسيا والمحيط الهادئ

2013
- مدرسة دنمان الثانوية
- مدرسة فوهوا الابتدائية
- منتجع سيلوسو بيتش

2014
- يوجين هينج
- معهد التعليم الفني
- نجي آن بوليتكنيك

2015
- كويك لينغ جو
- كيرتيدا مكاني
- مدرسة إيست فيو الابتدائية
- أنظمة شركة تصنيع السيليكون

2016
- مدرسة مارسيلينج الابتدائية
- مدرسة بوكيت فيو الثانوية

- ريكو آسيا والمحيط الهادئ بي تي إي المحدودة

2017
- شون كاييكولاني ياموتشي لوم
- مستشفى خو تيك بوات
- مدرسة أنكور جرين الابتدائية

2019
- مدرسة الياس بارك الابتدائية
- مدرسة مي توه
- سينغتيل